# Sheikh Ali Jaber
Ali Saleh Mohammed Ali Jaber né le 3 février 1976 à Médine et mort le 14 janvier 2021 à Jakarta, est un prédicateur indonésien.

## Biographie
Ali Jaber se consacre à la lecture du Coran depuis son enfance. C'est son père qui a initialement motivé Ali Jaber à étudier le Coran. Dans l'enseignement de la religion, en particulier du Coran et de la prière, son père était très strict, et n'hésitait pas à l'encourager quand le petit Ali Jaber ne priait pas. Sa famille est connue comme une famille religieuse. À Médine, il possède une grande mosquée qui est utilisée pour le syiar de l'Islam. En tant qu'aîné de douze enfants, Ali Jaber devait poursuivre la lutte de son père pour les symboles islamiques.
Bien qu'au début, ce qu'il vivait était le souhait de son père, au fil du temps, il réalisa que c'était son propre besoin et à l'âge de onze ans, il avait mémorisé 30 juz du Coran.
Sheikh Ali Jaber a commencé à mémoriser le Coran à un jeune âge et a ensuite poursuivi une éducation islamique formelle en Arabie saoudite. Il a étudié auprès de certains des érudits les plus éminents de l'époque et a obtenu un diplôme en charia de l'Université islamique de Médine.
Après avoir terminé ses études, Sheikh Ali Jaber est devenu un érudit islamique, un prédicateur et un récitateur du Coran. Il a donné des conférences et des conférences dans différentes mosquées et centres islamiques de nombreux pays. Les gens ont aimé ses discours parce qu'ils étaient faciles à comprendre et liés aux problèmes auxquels sont confrontés les gens aujourd'hui. Il a également écrit de nombreux livres sur des sujets islamiques.

## Cas

### Coup de couteau
Le 13 septembre 2020, Sheikh Ali Jaber a été poignardé au bras droit par un inconnu alors qu'il donnait une conférence à la mosquée Falahuddin, Sukajawa, Bandar Lampung. Le suspect, né le 1er avril 1996, Alfin Andrian, a été sécurisé avec succès.

## Mort
Sheikh Ali Jaber est décédé le jeudi 14 janvier 2021, à l'âge de 44 ans, à vingt jours de son 45e anniversaire, à 08h30 WIB des complications post-COVID-19 à l'hôpital YARSI, Cempaka Putih, Jakarta. Auparavant, Ali Jaber avait été testé positif au COVID-19 pendant la Pandémie de Covid-19 en Indonésie, mais semblait se rétablir lorsqu'il a été déclaré mort.